# Itala-Film
Die Itala-Film GmbH oder Itala Film SA war eine deutsch-italienische Filmproduktionsgesellschaft, die von 1930 bis 1942 bestand und ihren Sitz in Berlin und Rom hatte. Sie war in der Zeit Benito Mussolinis und des Nationalsozialismus auf deutsch-italienische Koproduktionen spezialisiert. Schauspieler, die für Itala-Produktionen wiederholt vor der Kamera standen, waren u. a. Beniamino Gigli, Angelo Ferrari, Lucie Englisch, Theo Lingen und Magda Schneider.

## Filmografie
- Fra Diavolo (Mario Bonnard, 1930/31; deutsche Version einer deutsch-französischen Koproduktion)
- Der Sohn der weißen Berge (Mario Bonnard, 1930)
- Das Liebeslied (Constantin J. David, 1930/31; deutsch-italienische Koproduktion)
- Fräulein – falsch verbunden / Una notte con te (E. W. Emo, 1931/32)
- Der Storch streikt. Siegfried der Matrose (E. W. Emo, 1931)
- Und wer küßt mich? (E. W. Emo, 1932/33)
- Marion, das gehört sich nicht (E. W. Emo, 1932)
- Das Testament des Cornelius Gulden (E. W. Emo, 1932)
- La ragazza dal livido azzurro (E. W. Emo, 1933; deutsch-italienische Koproduktion)
- Das Lied der Sonne / La canzone del sole (Max Neufeld, 1933; deutsch-italienische Koproduktion)
- Das Blumenmädchen vom Grand-Hotel / Lisetta (Carl Boese, 1933)
- Der Doppelbräutigam (Martin Frič, 1934; deutsch-tschechische Koproduktion)
- Abenteuer eines jungen Herrn in Polen (Gustav Fröhlich, 1934)
- Vergiß mein nicht (Augusto Genina, 1935)
- Nacht der Verwandlung. Demaskierung (Hans Deppe, 1935)
- Der Favorit der Kaiserin (Werner Hochbaum, 1935/36)
- Die un-erhörte Frau (Nunzio Malasomma, 1936)
- Ave Maria (Johannes Riemann, 1936)
- Mutterlied / Solo per te (Carmine Gallone, 1937)
- Gauner im Frack. Konflikt (Johannes Riemann, 1937)
- Der Mann, der nicht nein sagen kann (Mario Camerini, 1937/38)
- Unsere kleine Frau (Paul Verhoeven, 1938)
- Dir gehört mein Herz (Carmine Gallone, 1938)
- Der singende Tor (Johannes Meyer, 1939; deutsch-italienische Koproduktion)
- Traummusik (Géza von Bolváry, 1940)
- Tragödie einer Liebe (Guido Brignone, 1941; deutsch-italienische Koproduktion)
- Mutter (Guido Brignone, 1941; deutsch-italienische Koproduktion)
- Drei tolle Mädels / Tre ragazze viennesi (Hubert Marischka, 1941/42; deutsch-italienische Koproduktion)